# Zirčica
Zirčica (1948-ig Žirčica) falu Horvátországban, Sziszek-Monoszló megyében. Közigazgatásilag Martinska Ves községhez tartozik.

## Fekvése
Sziszek városától légvonalban6, közúton 7 km-re északra, községközpontjától légvonalban 5, közúton 6 km-re délre a Száva jobb partján fekszik.

## Története
A település neve a 14. században még nemesi birtokként „praedium Zyrch” néven bukkan fel először. 1773-ban az első katonai felmérés térképén még nem szerepel, csak néhány ház látható a helyén. Faluként a második katonai felmérés térképén, mely 1806 és 1869 között készült szerepel először. Zágráb vármegye Sziszeki járásához tartozott.
1857-ben 121, 1910-ben 183 lakosa volt. 1918-ban az új szerb-horvát-szlovén állam, majd később Jugoszlávia része lett. A II. világháború idején a Független Horvát Állam része volt. A háború után a béke időszaka köszöntött a településre, enyhült a szegénység és sok ember talált munkát a közeli városban. A falu 1991. június 25-én a független Horvátország része lett. 2011-ben 119 lakosa volt.

## Népesség
| Lakosság változása | Lakosság változása | Lakosság változása | Lakosság változása | Lakosság változása | Lakosság változása | Lakosság változása | Lakosság változása | Lakosság változása | Lakosság változása | Lakosság változása | Lakosság változása | Lakosság változása | Lakosság változása | Lakosság változása | Lakosság változása |
| ------------------ | ------------------ | ------------------ | ------------------ | ------------------ | ------------------ | ------------------ | ------------------ | ------------------ | ------------------ | ------------------ | ------------------ | ------------------ | ------------------ | ------------------ | ------------------ |
| 1857               | 1869               | 1880               | 1890               | 1900               | 1910               | 1921               | 1931               | 1948               | 1953               | 1961               | 1971               | 1981               | 1991               | 2001               | 2011               |
| 121                | 117                | 142                | 167                | 184                | 183                | 195                | 184                | 178                | 180                | 180                | 184                | 167                | 153                | 132                | 119                |